# خوله بنت منظور
خوله بنت منظور، زنی از قبیله فزاریه است که با حسن مجتبی، دومین امام شیعیان امامیه ازدواج کرده‌است. منابع برای او پیش از حسن، همسری به نام محمد بن طلحه را گزارش کرده‌اند که از او صاحب فرزند بوده و پس از آنکه شوهرش در جنگ جمل کشته شده‌است، به عقد حسن مجتبی درامده‌است. از او برای حسن مجتبی دو فرزند با نام‌های حسن مثنی و حسین اثرم یاد کرده‌اند. بیشتر منابع تنها نام حسن را به عنوان فرزند او از حسن مجتبی گزارش می‌کنند. در خصوص چگونگی ازدواج او با حسن مجتبی نیز اختلافی در گزارش‌های منابع دیده می‌شود.

## سرگذشت
خوله بنت منظور بن زبان فزازیه، از همسران حسن بن علی، امام دوم شیعیان امامیه است. ابن عساکر در تاریخ مدینه دمشق، نام کامل او را خوله بنت منظور بن زبان بن سیار بن عمرو بن جابر بن عقیل بن هلال بن سمی بن مازن بن فزاره بن ذبیان بن بغیض بن ریث بن غطفان دانسته‌است و او را اهل قبیله فزاره گزارش می‌کند. در همین منبع مادرش ملکیه بنت خارجه بن سنان بن ابی حارثه بن نشبه بن غیظ بن مره بن عوف بن سعد بن ذبیان دانسته شده‌است. منابع او را یک ام ولد گزارش کرده‌اند و بدین‌ترتیب، او کنیزی بوده‌است که حسن مجتبی از او صاحب فرزند شده‌است. برای خوله دو فرزند به نام‌های حسن - ملقب به حسن مثنی- و حسین -ملقب به اثرم- گزارش شده‌است. یکی از فرزندان او در واقعه کربلا، در همراهی با حسین بن علی، دچار زخم شده و از اسیران مجروح کربلا بود. او پیش از حسن مجتبی همسر محمد بن طلحه بوده‌است و از او صاحب فرزندانی به نام‌های قاسم، داود و ام قاسم شده‌است. برای او فرزند دیگری به نام ابراهیم از محمد بن طلحه نیز گزارش شده‌است که خراج‌دار کوفه بوده‌است.
در ماجرای ازدواج او با حسن آورده‌اند که او همسر محمد بن طلحه بود و پس از کشته شدن محمد در جنگ جمل، همسرش خوله به اسارت سپاهیان علی بن ابی‌طالب درآمد. خوله به عنوان کنیز به حسن مجتبی سپرده شد و حسن با او ازدواج کرد؛ چندی بعد پدر خوله به نزد حسن آمده و دخترش را مطالبه کرد و حسن مجتبی با درخواست او موافقت کرده و خوله را به او سپرد. در میانه راه خوله، پدرش را بابت ممانعت او از رسیدن به نوه پیامبر اسلام شماتت کرد و پدرش به او توصیه کرد که اگر خواستنی باشد، به دنبالش خواهند آمد. چندی نگذشت تا حسن مجتبی به همراه حسین بن علی و عبدالله بن جعفر، به نزد طلحه آمدند و از او خوله را طلب کردند و پدر خوله با ازدواج حسن و خوله اعلان رضایت کرد.